# Штефан Филе
Штефан Филе (чеш. Štefan Füle) је чешки дипломата и политичар. Тренутно је на дужности комесара за проширење и политику према суседима Европске комисије., на коју је именован 9. фебруара 2010. од стране Жоза Мануела Бароза и на којој је заменио Олија Рена.

## Детињство и младост
Рођен је 24. маја 1962, а студирао је на Карловом универзитету у Прагу и московском државном институту за међународне односе.
Од 1982. до 1989. био је члан комунистичке партије Чехословачке.

## Политичка каријера
Током богате дипломатске каријере, био је на неколико функција у чешком министарству спољних послова. Од 1990. до 1995. обављао је дужност првог секретара сталне мисије Чешке при Уједињеним нацијама.
Био је чешки амбасадор у Литванији, а 2000. године прихватио је дужност заменика министра одбране.
Пре именовања за сталног представника Чешке у НАТО-у био је амбасадор у Уједињеном Краљевству.
До именовања за европског комесара био је министар за европске послове у влади Јана Фишера.

## Приватни живот
Ожењен је и има троје деце.